# Giovanni Mossi
Giovanni Mossi (* um 1680 in Rom; † 1742 ebenda) war ein italienischer Komponist und Violinist des römischen Barock.

## Leben und Wirken
Giovanni Mossi war der Sohn des Violaspielers Bartolomeo Mossi, sein Bruder Giuseppe war ebenfalls Violinist und ein weiterer Bruder, Gaetano, war Sänger in der päpstlichen capella musicale. Giovanni Mossi war ab 1694 als Violinist aktiv und hatte nur kurze Zeit (1709–1711) eine feste Anstellung am Hofe des Herzogs von Bracciano. Seine Laufbahn unterteilt sich in drei Phasen. Vor 1715 trat regelmäßig als Solist in privaten Palästen von Kardinälen, Adeligen oder in Musikkapellen von Kirchen in Erscheinung. Zwischen 1716 und 1733 begann eine intensive Periode des Komponierens von Instrumentalmusik, unter Weiterführung der solistischen Aktivität. In dieser Zeit veröffentlichte Mossi bei Amsterdamer Verlegern seine drei Sonatensammlungen und drei Konzertsammlungen. Zwischen 1733 und seinem Tod komponierte er kaum noch und trat immer weniger in der Öffentlichkeit in Erscheinung. Nicht vollständig geklärt ist, in welcher Beziehung Mossi zu Kardinal Schrattenbach, Prinzessin Vittoria Altieri Pallavicini und Kardinal Pietro Ottoboni stand, denen er seine Sammlungen opp. 1, 4 und 6 widmete.
Unsicher ist weiterhin, ob Mossi, wie schon zu Lebzeiten berichtet, als ein Schüler Arcangelo Corellis gelten kann, da es hierfür keine schriftlichen Belege gibt. Dennoch haben sich beide mit Sicherheit gekannt. In den Sonaten Mossis ist der Einfluss Corellis unverkennbar, in seinen Konzerten geht er aber stilistisch andere Wege, die Parallelen zu den Werken Giuseppe Valentinis aufzeigen. Die 26 Concerti opp. 2, 3 und 4 sind alle drei- oder viesätzig angelegt, schnelle Sätze wechseln sich mit langsamen ab. Die Solovioline übernimmt in op. 4 die römische Praxis des Concerto grosso, in der zwei Soloviolinen mit zwei ergänzenden Violinstimmen das Tutti bilden. In op. 4 Nr. 12 stehen vier Soloviolinen einem gleich starken Tutti gegenüber.
Mossi gehörte mit Giovanni Battista Costanzi und Francisco António de Almeida zur Gruppe der Nachfolgekomponisten Corellis.

## Werke
- Op. 1: 12 Sonate a Violino e Violone o Cimbalo (Amsterdam, 1716)
- Op. 2: 8 Concerti a tre e a cinque Instromenti (Amsterdam, um 1720)
- Op. 3: 6 Concerti a 6 Instromenti, 4 Violini, alto Viola e Basso continuo (Amsterdam, um 1720)
- Op. 4: 12 Concerti a quattro Violini e Violoncello obligati (Amsterdam, 1727)
- Op. 5: 12 Sonate o Sinfonie a Violino solo con il Violoncello (Amsterdam, 1727)
- Op. 6: 12 Sonate da Camera für Violine und B. c. (Amsterdam, 1733)